# Ferrovia dei Parchi

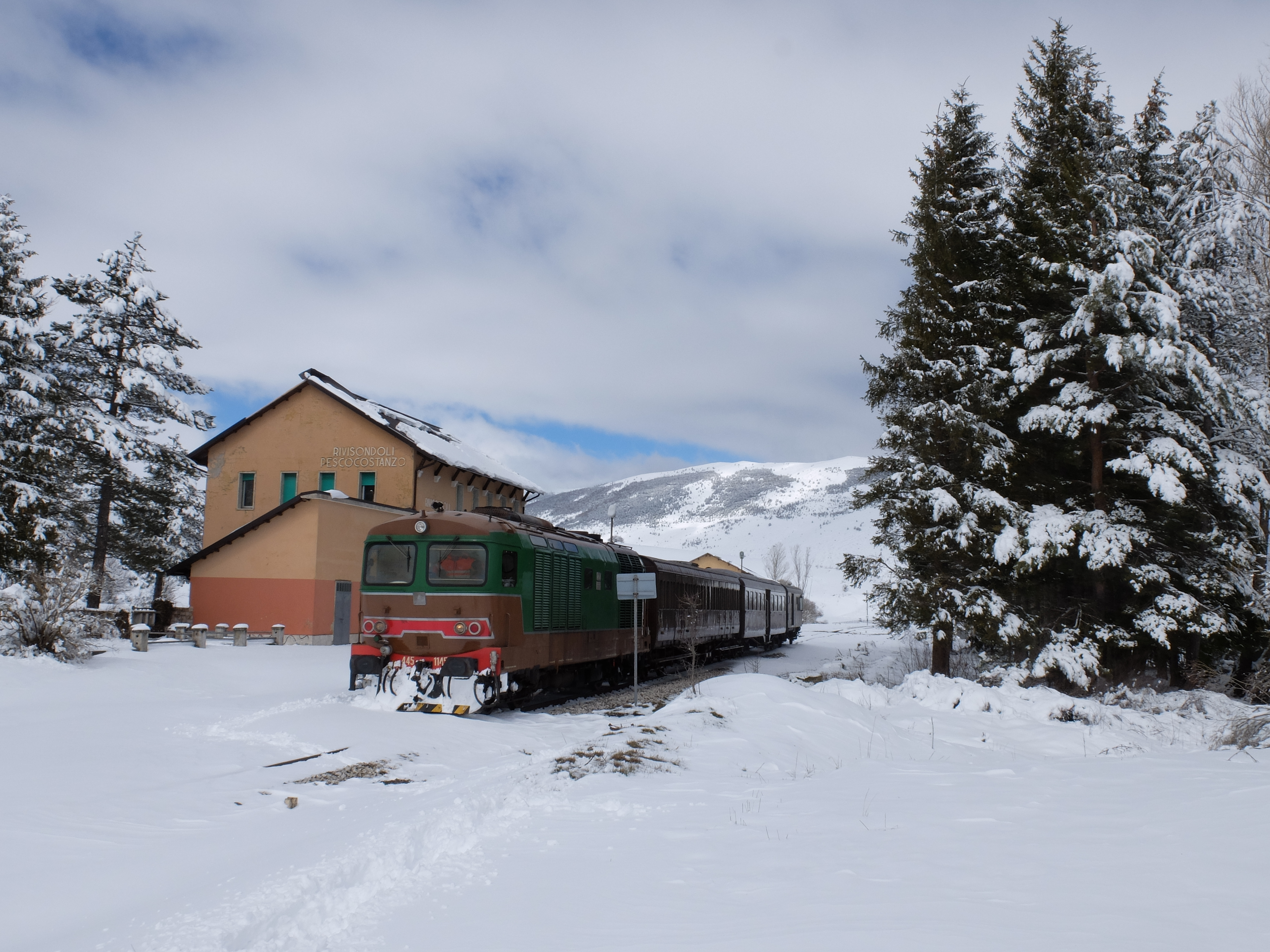
La locomotiva diesel FS D.445 alla guida di un treno turistico in sosta presso la stazione di Rivisondoli-Pescocostanzo, la più elevata della ferrovia Sulmona-Isernia, lungo la quale opera il servizio

La Ferrovia dei Parchi è un servizio turistico ferroviario di Fondazione FS Italiane che opera lungo la ferrovia Sulmona-Isernia che attraversa parte dell'entroterra montano delle regioni Abruzzo e Molise.

## Storia

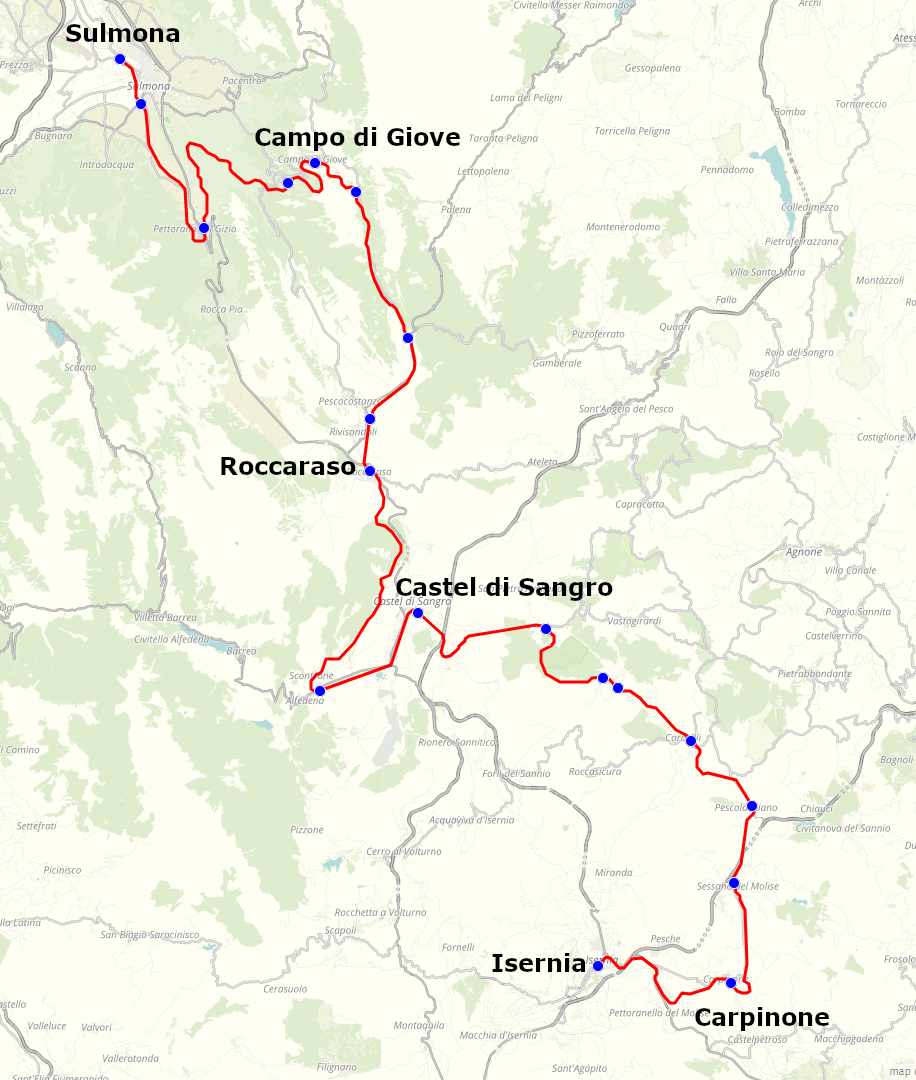
Tracciato della ferrovia Sulmona-Isernia, lungo la quale opera il servizio

Il servizio opera lungo la ferrovia Sulmona-Isernia, sospesa all'esercizio ordinario l'11 ottobre 2010 nel tratto molisano e il 10 dicembre 2011 in quello abruzzese e riaperta interamente il 17 maggio 2014 come ferrovia turistica da Fondazione FS Italiane, nell'ambito di un progetto di rilancio dei rotabili su antiche linee in disuso. "Ferrovia dei Parchi" è anche il soprannome con il quale è nota questa linea ferroviaria, dopo quello di "Transiberiana d'Italia".

## Percorso
I convogli rotabili del servizio viaggiano lungo i 128,7 km della ferrovia Sulmona-Isernia, attraversando, oltre alle città capolinea di Sulmona e Isernia, anche vari comuni dell'entroterra abruzzese e molisano come Cansano, Campo di Giove, Palena, Rivisondoli, Pescocostanzo, Roccaraso, Castel di Sangro, San Pietro Avellana, Capracotta, Carovilli, Roccasicura e Carpinone. In particolare, tale tracciato, dopo aver attraversato parte del territorio del parco nazionale della Maiella e degli altipiani maggiori d'Abruzzo, raggiunge il suo culmine in corrispondenza della stazione di Rivisondoli-Pescocostanzo, che con i suoi 1268 m s.l.m. è il secondo scalo ferroviario più elevato delle linee a scartamento ordinario della rete ferroviaria italiana dopo quello del Brennero (1371 m s.l.m.), nonché il terzo se si considerano anche le linee a scartamento ridotto.

## Materiale rotabile
Il servizio impiega vetture d'epoca consistenti in vagoni risalenti agli anni trenta del Novecento, quali carrozze Corbellini e Centoporte, trainati generalmente da una locomotiva diesel FS D.445. Vi sono testimonianze in cui le locomotive al traino sono state D.345, nei primi periodi D.343.